# Cratere Arzachel
Arzachel è un cratere lunare da impatto relativamente giovane che si trova nella parte del centro-sud lunare, sulla faccia visibile. Forma un famoso trio di crateri insieme al cratere Alphonsus e Ptolemaeus ad est del Mare delle Nubi.

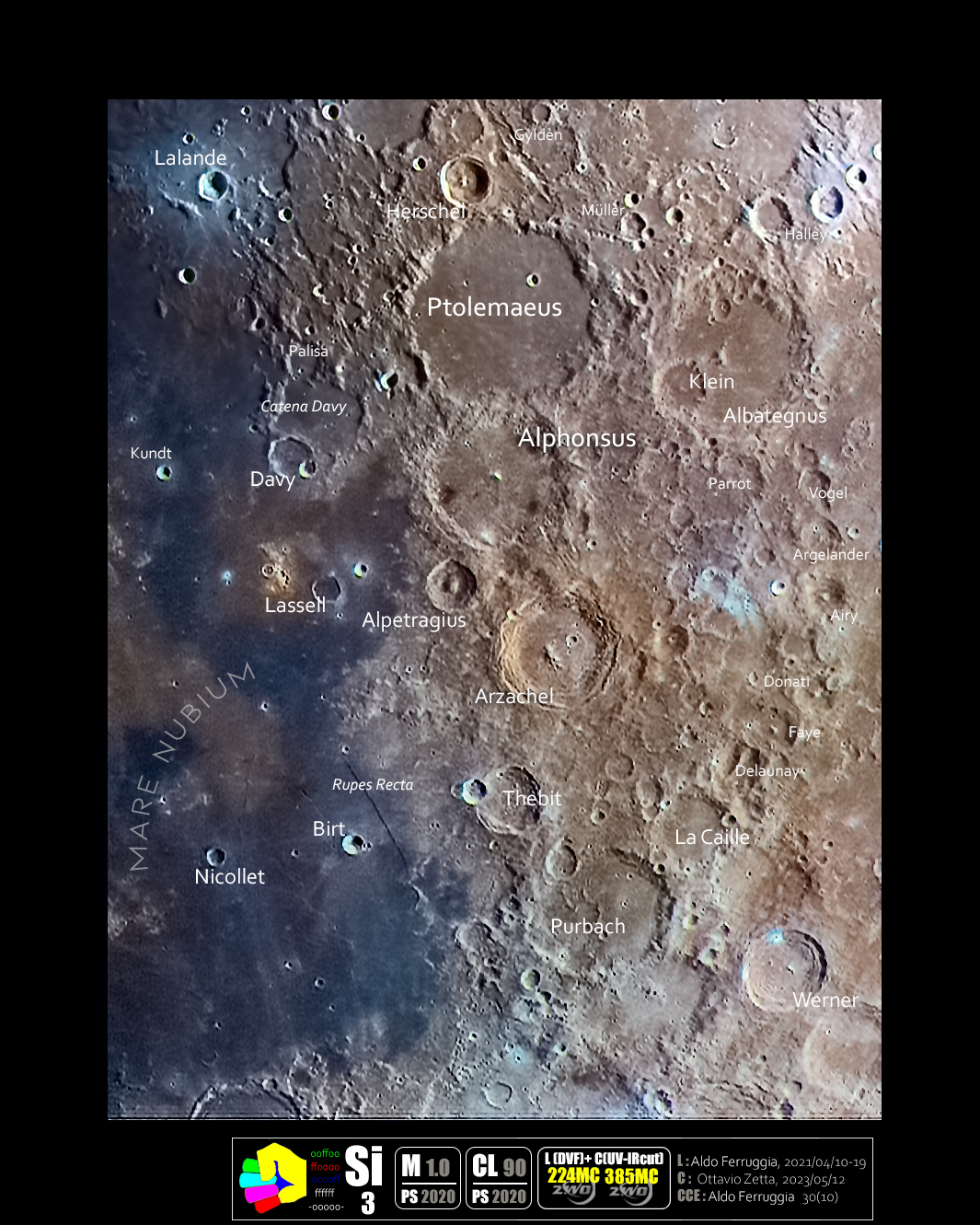
Il cratere con le strutture vicine in una Immagine Selenocromatica(Si)

Il nome Arzachel è una latinizzazione del nome Abū Isḥāq Ibrāhīm al-Zarqālī, astronomo e matematico arabo del 1000 d.C.. Tale nome gli è stato assegnato (come del resto per moltissimi dei principali crateri della faccia visibile della Luna) da Giovanni Riccioli. Essendo egli di "fede" tolemaica assegnò i nomi dei crateri più grandi a scienziati e pensatori di tale sorta, riservando ad altri (come Copernico) quelli più piccoli.
Arzachel ha una struttura facile da vedere per via di altissimi scaloni sui suoi bordi, a causa dei quali è detto un cratere ad "anfiteatro"; per questa ragione è una meta degli astrofili alle prime armi e conserva molto fascino anche per i più esperti. Al centro è possibile vedere un'ejecta (montagna da eiezione) alta 1,5 km, e con un telescopio più importante è anche possibile vedere dei solchi nell'arena (parte piana centrale) del cratere, così come altri crateri più piccoli e giovani.

## Crateri correlati
Alcuni crateri minori situati in prossimità di Arzachel sono convenzionalmente identificati, sulle mappe lunari, attraverso una lettera associata al nome.
| Arzachel | Coordinate           | Diametro (in km) |
| -------- | -------------------- | ---------------- |
| A        | 18°03′36″S 1°30′36″W | 8,69             |
| B        | 17°03′36″S 2°58′48″W | 7,71             |
| C        | 17°29′24″S 3°42′36″W | 5,66             |
| D        | 20°11′24″S 2°08′24″W | 7,46             |
| H        | 18°41′24″S 2°03′00″W | 4,08             |
| K        | 18°22′48″S 1°37′12″W | 3,5              |
| L        | 19°57′36″S 0°07′48″E | 4,41             |
| M        | 20°39′00″S 0°52′12″W | 3,02             |
| N        | 20°25′12″S 2°16′12″W | 2,76             |
| T        | 17°40′48″S 1°18′00″W | 2,96             |
| Y        | 18°16′12″S 4°15′36″W | 3,92             |